# Kalîniv, Sambir
Kalîniv (în ucraineană Калинів) este localitatea de reședință a comunei Kalîniv din raionul Sambir, regiunea Liov, Ucraina.

## Demografie
Componența lingvistică a localității Kalîniv
     Ucraineană (98,64%)
     Alte limbi (1,14%)
Conform recensământului din 2001, majoritatea populației localității Kalîniv era vorbitoare de ucraineană (98,64%), existând în minoritate și vorbitori de alte limbi.